# Powiat zborowski (II Rzeczpospolita)
Powiat zborowski – powiat województwa tarnopolskiego II Rzeczypospolitej. Jego siedzibą było miasto Zborów. 1 sierpnia 1934 r. dokonano nowego podziału powiatu na gminy wiejskie.

## Gminy wiejskie w 1934 r.
- gmina Bogdanówka
- gmina Hukałowce
- gmina Olejów
- gmina Pomorzany
- gmina Załoźce
- gmina Zborów
- gmina Jezierna

## Miasta
- Zborów
- Pomorzany
- Załoźce

## Starostowie
- Feliks Chmielowski (kierownik, od 1925 starosta)[2]
- Władysław Krokowski (1927)[3]
- Alfred Kocół (-1937)[4][5][6]
- Robert Kulpiński (-1937)[7][8][9]
- Kazimierz Pawlikowski (1937-1939)[10][11]